# EBCDIC
 EBCDIC (Extend Binary Coded Decimal Interchange Code) és un codi estàndard de 8 bits usat per ordinadors  mainframe  IBM. IBM va adaptar el EBCDIC del codi de targetes perforades en els anys 1960 i el va promulgar com una  tàctica customer-control  canviant el codi estàndard ASCII.
EBCDIC és un codi binari que representa caràcters alfanumèrics, controls i signes de puntuació. Cada caràcter està compost per 8 bits (és a dir, per un byte) i per això EBCDIC defineix un total de 256 caràcters.
Hi ha moltes versions ("CODEPAGE") d'EBCDIC amb caràcters diferents. Per exemple si més no hi ha 9 versions nacionals d'EBCDIC amb caràcters ISO 8859-1 (Llatí 1) amb successions diferents.
El següent és el codi CCSID 500, una variant de EBCDIC. Els caràcters 0x00-0x3F i 0xFF són de control, 0x40 és un espai, 0x41 és no-saltar pàgina i 0xCA és un guió suau.
|    |                                                                                  | 0 | 1 | 2 | 3 | 4 | 5 | 6 | 7 | 8                                   | 9 | A | B | C | D | E | F |
| 40 |                                                                                  |   |   | â | ä | à | à | ã | å | ç                                   | ñ | [ | . | < | ( | + | ! |
| 50 |                                                                                  | & | é | ê | ë | è | í | î | ï | ì                                   | ß | ] | $ | * | ) | ; | ^ |
| 60 |                                                                                  | - | / | Â | Ä | À | À | Ã | Å | Ç                                   | Ñ |   | , | % | _ | > | ? |
| 70 |                                                                                  | ø | É | Ê | Ë | È | Í | Î | Ñ | Ì\|\|}\|\|:\|\|#\|\|\|\|'\|\|=\|\|" |   |   |   |   |   |   |   |
| 80 |                                                                                  | Ø | a | b | c | d | i | f | g | h                                   | i | « | » | ð | ý | þ | ± |
| 90 |                                                                                  | ° | j | k | l | m | n | o | p | q                                   | r | ª | º | æ | ¸ | Æ | ¤ |
| A0 |                                                                                  | μ | { | s | t | o | v | w | x | y                                   | z | ¡ | ¿ | Ð | Ý | Þ | ® |
| B0 |                                                                                  | ¢ | £ | ¥ | · | © | § | ¶ | ¼ | ½                                   | ¾ | ¬ |   | ¯ | ¨ | ' | × |
| C0 |                                                                                  | { | A | B | C | D | E | F | G | H                                   | I |   | ô | ö | ò | o | õ |
| D0 | \|\|}\|\|J\|\|K\|\|L\|\|M\|\|N\|\|O\|\|P\|\|Q\|\|R\|\|¹\|\|û\|\|ü\|\|ù\|\|ú\|\|ÿ |   |   |   |   |   |   |   |   |                                     |   |   |   |   |   |   |   |
| E0 |                                                                                  | \ | ÷ | S | T | U | V | W | X | Y                                   | Z | ² | Ô | Ö | Ò | Ó | Õ |
| F0 |                                                                                  | 0 | 1 | 2 | 3 | 4 | 5 | 6 | 7 | 8                                   | 9 | ³ | Û | Ü | Ù | Ú |   |

## Clau EBCDIC
Espai en blanc - 0 1 0 0 0 0 0 0
Lletres majúscules de la A a la Z: es divideixen en tres grups (AI), (JR), (SZ) i en les primeres quatre posicions s'identifica el grup al qual pertany la lletra i en les restants quatre posicions el dígit corresponent a la posició de la lletra en el grup.

A - 1 1 0 0 0 0 0 1 

B - 1 1 0 0 0 0 1 0 

C - 1 1 0 0 0 0 1 1 

D - 1 1 0 0 0 1 0 0 

E - 1 1 0 0 0 1 0 1 

F - 1 1 0 0 0 1 1 0 

G - 1 1 0 0 0 1 1 1 

H - 1 1 0 0 1 0 0 0 

I - 1 1 0 0 1 0 0 1 

J - 1 1 0 1 0 0 0 1 

K - 1 1 0 1 0 0 1 0 

L - 1 1 0 1 0 0 1 1 

M - 1 1 0 1 0 1 0 0 

N - 1 1 0 1 0 1 0 1 

O - 1 1 0 1 0 1 1 0 

P - 1 1 0 1 0 1 1 1 

Q - 1 1 0 1 1 0 0 0 

R - 1 1 0 1 1 0 0 1 

S - 1 1 1 0 0 0 1 0 

T - 1 1 1 0 0 0 1 1 

U - 1 1 1 0 0 1 0 0 

V - 1 1 1 0 0 1 0 1 

W - 1 1 1 0 0 1 1 0 

X - 1 1 1 0 0 1 1 1 

I - 1 1 1 0 1 0 0 0 

Z - 1 1 1 0 1 0 0 1 

La lletra Ñ es representa 0 1 1 0 1 0 0 1
Els dígits del zero (0) al nou (9): s'identifiquen amb un 1 en les primeres quatre posicions (és a dir, 1111) i en les restants quatre posicions el dígit en binari.

0 - 1 1 1 1 0 0 0 0 

1 - 1 1 1 1 0 0 0 1 

2 - 1 1 1 1 0 0 1 0 

3 - 1 1 1 1 0 0 1 1 

4 - 1 1 1 1 0 1 0 0 

5 - 1 1 1 1 0 1 0 1 

6 - 1 1 1 1 0 1 1 0 

7 - 1 1 1 1 0 1 1 1 

8 - 1 1 1 1 1 0 0 0 

9 - 1 1 1 1 1 0 0 1 